# Pallywood
Pallywood és un documental de vídeo produït per l'historiador nord-americà Richard Landes l'any 2005 i co-produït per Prensamérica Internacional. Landes, que es defineix com un esquerrà pro-israelià, mostra al vídeo com els periodistes palestins, de vegades amb mitjans tècnics occidentals, munten presumptes escenes fictícies per tal de desacreditar davant l'opinió pública les polítiques d'Israel.

## Al Durah
Landes va realitzar una segona part de Pallywood, titulada Al Durah. El naixement d'una icona, en la qual examina les circumstàncies de la mort del nen Mohammad al Durah en el tiroteig en què es va veure embolicat al costat del seu pare Jamal a Netzarim, en unes imatges dramàtiques que van fer la volta al món, el 30 de setembre de 2000. Les conclusions del documental de Landes és que la mort es tracta d'un muntatge. Fonts pro-israelians com CAMERA han qüestionat també l'autenticitat de les imatges preses per la televisió francesa.

## Reutersgate
Reutersgate fa referència a l'escàndol que va sacsejar l'agència de notícies Reuters durant la guerra israelo-libanesa del 2006 després de descobrir-se que un dels seus fotògrafs, Adnan Hajj, havia manipulat diverses imatges preses a Beirut amb la finalitat d'augmentar la impressió que s'emportés el públic dels bombardejos realitzats per Israel.